# Ik besta voor altijd zolang jij aan mij denkt
Ik besta voor altijd zolang jij aan mij denkt is het derde studioalbum van de Nederlandse singer-songwriter S10, uitgebracht op 28 oktober 2022.

## Beschrijving
Na de release van Vlinders had S10 te maken met een soort creatieve blokkade, verergerd door de pandemie die het moeilijk maakte om live op te treden en inspiratie te vinden voor nieuwe muzikale composities. Niettemin opende de ontvangst van de "Pop Stipendium" nieuwe mogelijkheden, waardoor S10 en haar producer een reis naar Zweden konden ondernemen. Het was in dit Scandinavische land dat de inspiratie voor het nieuwe album begon vorm te krijgen. Hoewel slechts één nummer voortkwam uit de vele opnamesessies tijdens de reis, legde dit de basis voor het hele album. S10 raakte in een onstuitbare inspiratiestroom waardoor ze de verhalen kon vertellen die ze wilde delen.
S10 toonde veel enthousiasme voor het aanstaande album en noemde het een "nieuw debuut" en "een nieuwe start".
Het album omvat een verscheidenheid aan thema's en muziekgenres, waarbij het verschillende emoties en persoonlijke ervaringen van S10 vastlegt.
De titel van het album draagt de boodschap over dat mensen in de harten en gedachten van anderen blijven bestaan, zelfs wanneer ze fysiek niet meer aanwezig zijn. Deze titel werd geïnspireerd door een regel in het nummer Jupiter, geschreven als eerbetoon aan een zeer geliefde ex-partner.

## Nummers
| Nr. | Titel                            | Duur |
| --- | -------------------------------- | ---- |
| 1.  | Zondagskind                      | 2:45 |
| 2.  | Wat als niemand op mij wacht     | 3:04 |
| 3.  | Nooit meer spijt (feat. Froukje) | 2:27 |
| 4.  | Jupiter                          | 3:05 |
| 5.  | De diepte                        | 2:56 |
| 6.  | Hoor je mij                      | 3:19 |
| 7.  | Laat me los (feat. BLØF)         | 3:58 |
| 8.  | Duik diep                        | 3:15 |
| 9.  | Dans mij naar huis               | 3:38 |
| 10. | Soms                             | 4:15 |
| 11. | Adem je in                       | 3:46 |
| 12. | De ergste dag (feat. Mula B)     | 3:21 |
| 13. | De straten versieren met bloemen | 3:56 |
| 14. | Eenzame hoogte                   | 3:34 |

## Hitnoteringen

### NederlandseAlbum Top 100
| Hitnotering: (Week 1 t/m 18) 05-11-2022 t/m 04-03-2023 Hitnotering: (Week 19 t/m 21) 01-04-2023 t/m 15-04-2023 Hitnotering: (Week 22 t/m 25) 29-04-2023 t/m 20-05-2023 | Hitnotering: (Week 1 t/m 18) 05-11-2022 t/m 04-03-2023 Hitnotering: (Week 19 t/m 21) 01-04-2023 t/m 15-04-2023 Hitnotering: (Week 22 t/m 25) 29-04-2023 t/m 20-05-2023 | Hitnotering: (Week 1 t/m 18) 05-11-2022 t/m 04-03-2023 Hitnotering: (Week 19 t/m 21) 01-04-2023 t/m 15-04-2023 Hitnotering: (Week 22 t/m 25) 29-04-2023 t/m 20-05-2023 | Hitnotering: (Week 1 t/m 18) 05-11-2022 t/m 04-03-2023 Hitnotering: (Week 19 t/m 21) 01-04-2023 t/m 15-04-2023 Hitnotering: (Week 22 t/m 25) 29-04-2023 t/m 20-05-2023 | Hitnotering: (Week 1 t/m 18) 05-11-2022 t/m 04-03-2023 Hitnotering: (Week 19 t/m 21) 01-04-2023 t/m 15-04-2023 Hitnotering: (Week 22 t/m 25) 29-04-2023 t/m 20-05-2023 | Hitnotering: (Week 1 t/m 18) 05-11-2022 t/m 04-03-2023 Hitnotering: (Week 19 t/m 21) 01-04-2023 t/m 15-04-2023 Hitnotering: (Week 22 t/m 25) 29-04-2023 t/m 20-05-2023 | Hitnotering: (Week 1 t/m 18) 05-11-2022 t/m 04-03-2023 Hitnotering: (Week 19 t/m 21) 01-04-2023 t/m 15-04-2023 Hitnotering: (Week 22 t/m 25) 29-04-2023 t/m 20-05-2023 | Hitnotering: (Week 1 t/m 18) 05-11-2022 t/m 04-03-2023 Hitnotering: (Week 19 t/m 21) 01-04-2023 t/m 15-04-2023 Hitnotering: (Week 22 t/m 25) 29-04-2023 t/m 20-05-2023 | Hitnotering: (Week 1 t/m 18) 05-11-2022 t/m 04-03-2023 Hitnotering: (Week 19 t/m 21) 01-04-2023 t/m 15-04-2023 Hitnotering: (Week 22 t/m 25) 29-04-2023 t/m 20-05-2023 | Hitnotering: (Week 1 t/m 18) 05-11-2022 t/m 04-03-2023 Hitnotering: (Week 19 t/m 21) 01-04-2023 t/m 15-04-2023 Hitnotering: (Week 22 t/m 25) 29-04-2023 t/m 20-05-2023 | Hitnotering: (Week 1 t/m 18) 05-11-2022 t/m 04-03-2023 Hitnotering: (Week 19 t/m 21) 01-04-2023 t/m 15-04-2023 Hitnotering: (Week 22 t/m 25) 29-04-2023 t/m 20-05-2023 | Hitnotering: (Week 1 t/m 18) 05-11-2022 t/m 04-03-2023 Hitnotering: (Week 19 t/m 21) 01-04-2023 t/m 15-04-2023 Hitnotering: (Week 22 t/m 25) 29-04-2023 t/m 20-05-2023 | Hitnotering: (Week 1 t/m 18) 05-11-2022 t/m 04-03-2023 Hitnotering: (Week 19 t/m 21) 01-04-2023 t/m 15-04-2023 Hitnotering: (Week 22 t/m 25) 29-04-2023 t/m 20-05-2023 | Hitnotering: (Week 1 t/m 18) 05-11-2022 t/m 04-03-2023 Hitnotering: (Week 19 t/m 21) 01-04-2023 t/m 15-04-2023 Hitnotering: (Week 22 t/m 25) 29-04-2023 t/m 20-05-2023 | Hitnotering: (Week 1 t/m 18) 05-11-2022 t/m 04-03-2023 Hitnotering: (Week 19 t/m 21) 01-04-2023 t/m 15-04-2023 Hitnotering: (Week 22 t/m 25) 29-04-2023 t/m 20-05-2023 | Hitnotering: (Week 1 t/m 18) 05-11-2022 t/m 04-03-2023 Hitnotering: (Week 19 t/m 21) 01-04-2023 t/m 15-04-2023 Hitnotering: (Week 22 t/m 25) 29-04-2023 t/m 20-05-2023 | Hitnotering: (Week 1 t/m 18) 05-11-2022 t/m 04-03-2023 Hitnotering: (Week 19 t/m 21) 01-04-2023 t/m 15-04-2023 Hitnotering: (Week 22 t/m 25) 29-04-2023 t/m 20-05-2023 | Hitnotering: (Week 1 t/m 18) 05-11-2022 t/m 04-03-2023 Hitnotering: (Week 19 t/m 21) 01-04-2023 t/m 15-04-2023 Hitnotering: (Week 22 t/m 25) 29-04-2023 t/m 20-05-2023 | Hitnotering: (Week 1 t/m 18) 05-11-2022 t/m 04-03-2023 Hitnotering: (Week 19 t/m 21) 01-04-2023 t/m 15-04-2023 Hitnotering: (Week 22 t/m 25) 29-04-2023 t/m 20-05-2023 | Hitnotering: (Week 1 t/m 18) 05-11-2022 t/m 04-03-2023 Hitnotering: (Week 19 t/m 21) 01-04-2023 t/m 15-04-2023 Hitnotering: (Week 22 t/m 25) 29-04-2023 t/m 20-05-2023 | Hitnotering: (Week 1 t/m 18) 05-11-2022 t/m 04-03-2023 Hitnotering: (Week 19 t/m 21) 01-04-2023 t/m 15-04-2023 Hitnotering: (Week 22 t/m 25) 29-04-2023 t/m 20-05-2023 |
| Week: | 1 | 2 | 3 | 4 | 5 | 6 | 7 | 8 | 9 | 10 | 11 | 12 | 13 | 14 | 15 | 16 | 17 | 18 | | 19 |
| --- | --- | --- | --- | --- | --- | --- | --- | --- | --- | --- | --- | --- | --- | --- | --- | --- | --- | --- | --- | --- |
| Positie: | 6 | 10 | 16 | 22 | 31 | 37 | 50 | 62 | 56 | 34 | 30 | 25 | 37 | 46 | 51 | 93 | 97 | 74 | uit | 5 |
| Week: | 20 | 21 | | 22 | 23 | 24 | 25 | | | | | | | | | | | | | |
| Positie: | 64 | 96 | uit | 81 | 57 | 91 | 98 | | | | | | | | | | | | | |

### VlaamseUltratop 200 Albums
| Hitnotering: (Week 1 t/m 3) 05-11-2022 t/m 19-11-2022 Hitnotering: (Week 4) 01-04-2023 | Hitnotering: (Week 1 t/m 3) 05-11-2022 t/m 19-11-2022 Hitnotering: (Week 4) 01-04-2023 | Hitnotering: (Week 1 t/m 3) 05-11-2022 t/m 19-11-2022 Hitnotering: (Week 4) 01-04-2023 | Hitnotering: (Week 1 t/m 3) 05-11-2022 t/m 19-11-2022 Hitnotering: (Week 4) 01-04-2023 | Hitnotering: (Week 1 t/m 3) 05-11-2022 t/m 19-11-2022 Hitnotering: (Week 4) 01-04-2023 | Hitnotering: (Week 1 t/m 3) 05-11-2022 t/m 19-11-2022 Hitnotering: (Week 4) 01-04-2023 |
| Week:                                                                                  | 1                                                                                      | 2                                                                                      | 3                                                                                      |                                                                                        | 4                                                                                      |
| -------------------------------------------------------------------------------------- | -------------------------------------------------------------------------------------- | -------------------------------------------------------------------------------------- | -------------------------------------------------------------------------------------- | -------------------------------------------------------------------------------------- | -------------------------------------------------------------------------------------- |
| Positie:                                                                               | 58                                                                                     | 131                                                                                    | 191                                                                                    | uit                                                                                    | 100                                                                                    |